# برایان اولیوان
برایان اولیوان (انگلیسی: Brian Oliván؛ زادهٔ ۱ آوریل ۱۹۹۴) بازیکن فوتبال اهل اسپانیا است.
از باشگاه‌هایی که در آن بازی کرده‌است می‌توان به باشگاه فوتبال رئال وایادولید، باشگاه فوتبال زسکا صوفیه، و باشگاه فوتبال بارسلونا اشاره کرد.
وی همچنین در تیم‌های ملی فوتبال زیر ۱۵ سال اسپانیا، زیر ۱۶ سال اسپانیا، و زیر ۱۷ سال اسپانیا بازی کرده‌است.